# Chad Oliver
Symmes Chadwick Oliver (n. 30 martie 1928, Cincinnati, Ohio, SUA – d. 9 august 1993, Austin, Texas, SUA) a fost un scriitor american de literatură științifico-fantastică și western.

## Lucrări scrise

### Romane
- Mists of Dawn (1952)
- Shadows in the Sun (1954)[6]
- The Winds of Time (1956)
- Unearthly Neighbors (1960, revizuit în 1984)
- The Wolf is My Brother (1967)
- The Shores of Another Sea (1971)
- Giants in the Dust (1976)
- Broken Eagle (1989)
- The Cannibal Owl (1994)

### Colecții
- Another Kind (1955)
- The Edge of Forever (1971)
- A Star Above and Other Stories (2003)
- Far from This Earth and Other Stories (2003)

### Ficțiune scurtă - selecție
- "Transfusion" (1959)
- "Blood's a Rover" in Robert Silverberg (ed). Deep Space, 1976.
- THE SHORE OF TOMORROW Full-Length Novelet [1953] Apărută în revista pulp, Startling Stories martie, 1953